# Friedrich Ludwig Hermann Muzell

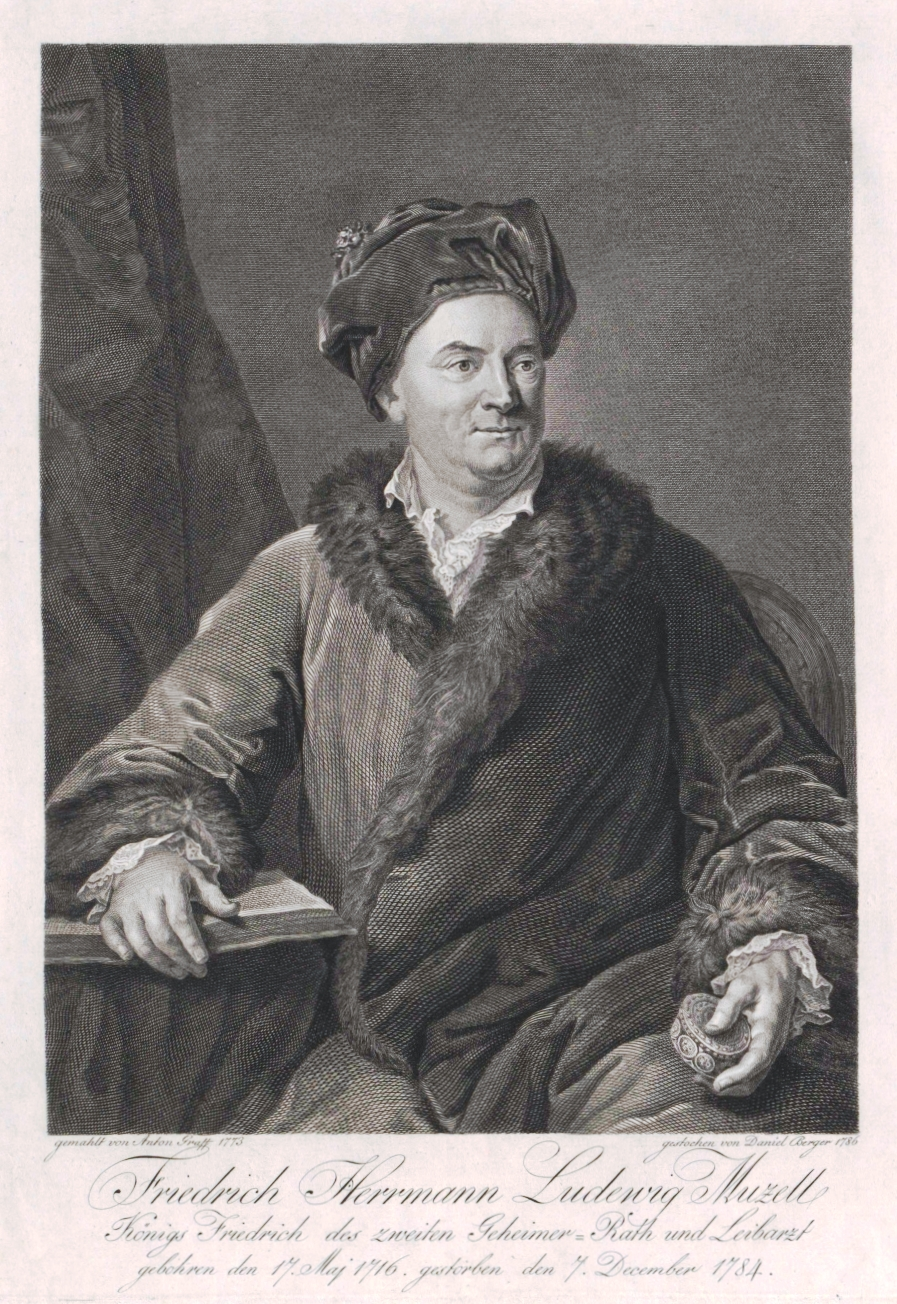
Friedrich Herrmann Ludewig Muzell, Stich von Daniel Berger (1786) nach Anton Graff (1773)

Friedrich Hermann Ludwig Muzell (* 17. Mai 1715 in Berlin; † 7. Dezember 1784 ebenda) war ein deutscher Mediziner. Er war ein Leibarzt von Friedrich dem Großen.

## Leben
Friedrich Hermann Ludwig Muzell war ein Sohn des Philologen und Schulmanns Friedrich Muzel (1684–1753) aus Rückeroth und dessen Ehefrau Louise Hedwig von Stosch (1692–1748) aus Küstrin, einer Schwester von Philipp von Stosch. Er studierte Medizin bei Boerhaave und nahm dann an dem Feldzug am Oberrhein 1734/1735 (Polnischer Thronfolgekrieg) teil. 1744 trat er an der Charité die Nachfolge von Samuel Schaarschmidt (1709–1747) an.
Muzell wurde zum Geheimen Rat und Mitglied des medizinischen Oberkollegiums ernannt.
Der Freund Johann Joachim Winckelmanns, Heinrich Wilhelm Muzel, war sein Bruder.
Muzell wurde im Gewölbe der Parochialkirche (heute in Berlin-Mitte) beigesetzt.

## Schriften
- Anweisung zum verbesserten chirurgischen Verbande. Berlin 1756
- Medicinische und Chirurgische Wahrnehmungen. Berlin 1772